# Sedan (Kansas)
Sedan és una població del Comtat de Chautauqua a l'estat de Kansas (Estats Units d'Amèrica).

## Demografia
Segons el cens del 2006 tenia 1222 habitants. Segons el cens del 2000, Sedan tenia 1.342 habitants, 560 habitatges, i 346 famílies. La densitat de població era de 664,3 habitants/km².
Dels 560 habitatges en un 23,9% hi vivien nens de menys de 18 anys, en un 48,9% hi vivien parelles casades, en un 10% dones solteres, i en un 38,2% no eren unitats familiars. En el 35,2% dels habitatges hi vivien persones soles el 18,4% de les quals corresponia a persones de 65 anys o més que vivien soles. El nombre mitjà de persones vivint en cada habitatge era de 2,25 i el nombre mitjà de persones que vivien en cada família era de 2,9.
Per edats la població es repartia de la següent manera: un 23% tenia menys de 18 anys, un 7,9% entre 18 i 24, un 21,3% entre 25 i 44, un 19,8% de 45 a 60 i un 27,9% 65 anys o més.
L'edat mediana era de 43 anys. Per cada 100 dones de 18 o més anys hi havia 80,6 homes.
La renda mediana per habitatge era de 24.324$ i la renda mediana per família de 32.574$. Els homes tenien una renda mediana de 21.490$ mentre que les dones 19.261$. La renda per capita de la població era de 14.153$. Entorn del 6,8% de les famílies i l'11,1% de la població estaven per davall del llindar de pobresa.

## Poblacions properes
El següent diagrama mostra les poblacions més properes.